# 하녀

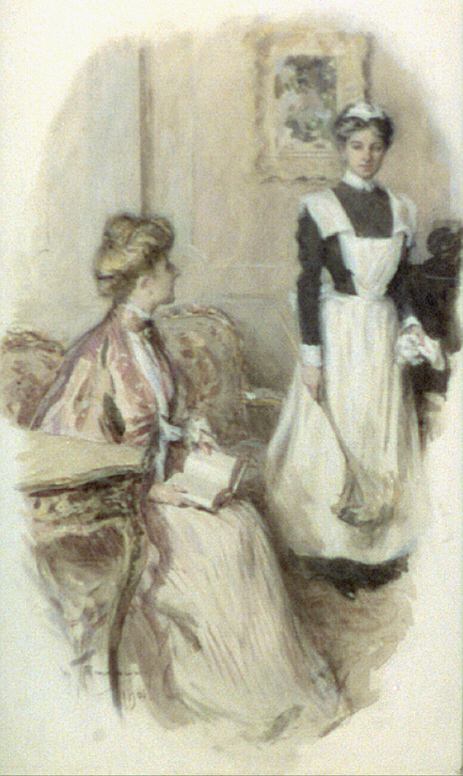
일러스트레이션: 윌리엄 토마스 스메들리, 1906

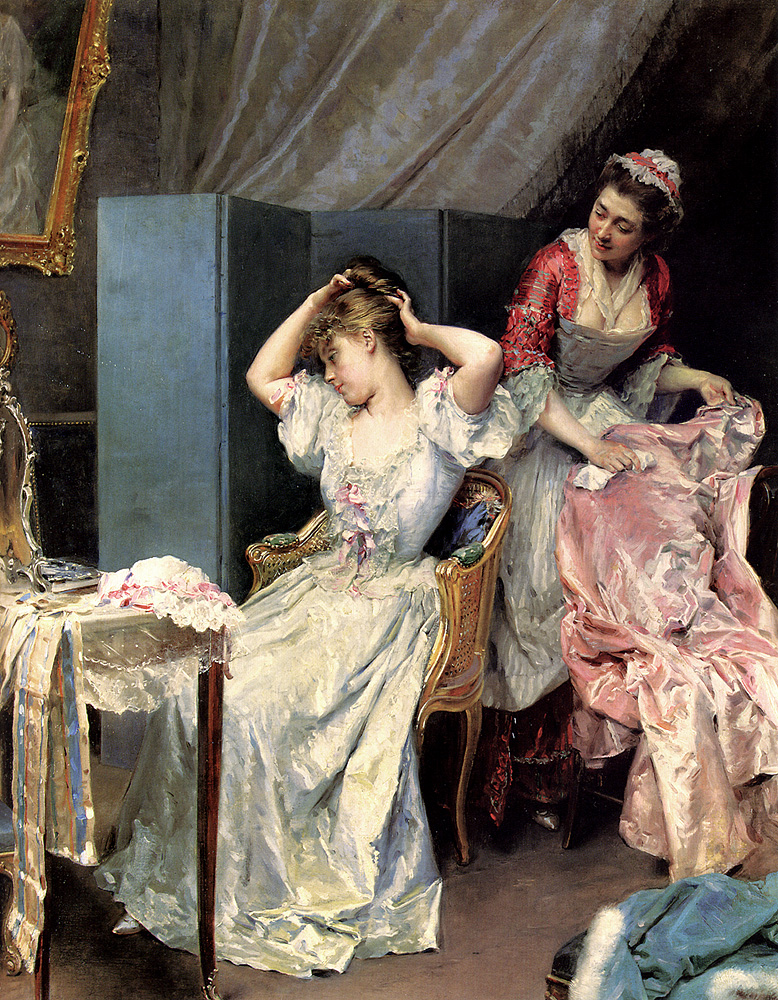
라이문도 데 마드라조 이 가르레타의 '라 화장실', 1890-1900

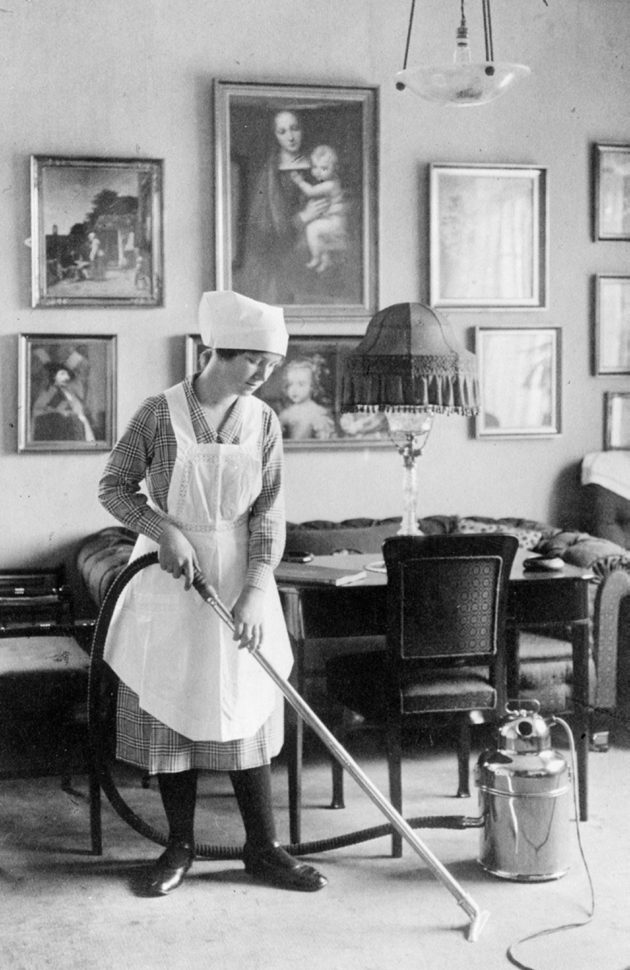
1912년 덴마크에서 청소하는 하녀

하녀(下女), 또는 메이드(maid)는 집안일을 시키기 위해 고용된 여자 하인을 말한다. 신분제도가 있던 시대에 주로 쓰였던 명칭이다.

## 설명
하녀는 여성 가사 노동자이다. 빅토리아 시대에 가사 서비스는 잉글랜드와 웨일스에서 농업 노동에 이어 두 번째로 큰 고용 범주였다. 서구 선진국에서는 이제 정규 가사도우미가 가장 부유한 가정에서만 찾아볼 수 있다. 세계의 다른 지역(주로 아시아 대륙 내)에서는 도시 중산층 가정에서 가정부가 여전히 흔하다.
하녀는 영단어로 maid라고 하는데 중세 영어의 maid는 미혼 여성, 특히 젊은 여성, 특히 처녀를 의미했다. 이러한 의미는 하인의 유형이라는 단어의 의미와 함께 최근까지 영어에서 지속되었다(그리고 여전히 문학과 민속 음악에서 친숙함. 프랜시스 버넷 작가가 쓴 동화인 《비밀의 화원》(김옥수 옮김, 비룡소)에 나오는 마사가 저임금 노동자인 부친의 임금으로는 생활하기 어려우니, 사용자의 조카인 메리 레녹스를 돌보는 가사노동자로 일하는 예가 그 예이다).
하녀의 개념은 일본의 애니메이션과 SF (장르)에서 소셜 로봇과 가상 인간 하인을 포괄하도록 발전했다.

## 같이 보기
- 하인
- 가정부